# Signilskär
Signilskär är en holme tillhörande Hammarlands kommun som tillsammans med Enskär, Hamnskär samt Norra och Södra Västerskär utgör Ålands näst västligaste utpost mot Sverige, efter Märket som ligger direkt på gränsen mellan Finland och Sverige. Öster om Signilskär finns Signilskärsfjärden som skiljer ön från Eckerö, i väster breder det öppna Ålands hav ut sig.

## Namnet
Signilskär omnämns för första gången i skrift 1538 som Sancte Signilskär. Det finns ingen säker källa till namnets härkomst, men olika sägner berättar om engelska och iriska prinsessor som i flykten från fiender använt ön som tillflyktsort. En annan sägen berättar om en gudfruktig man vid namn Signil som skulle levt på ön. Denna sägen ger också en möjlig förklaring till namnet på halvön Hellman (Heligman) på Enskär nordväst om Signilskär.

## Historia

### Tidig historia
Signilskärs läge som närmsta utpost mot Sverige har spelat stor roll under historien. På Signilskär idag finns ruinerna av ett kapell som tros härstamma från medeltiden. Kapellet, vars innanmått mäter ungefär 12 * 9 meter, och den omgärdande bogårdsmuren är uppförda i kallmur och kapellet har troligen haft ett trätak. I kapellruinerna har ett 50-tal silvermynt som kunnat dateras från 1100-talet/1200-talet fram till 1600-talet hittats. Mynten tros ha använts vid offer. Kapellet restaurerades 1948.

### Befolkning
Det är osäkert hur länge Signilskär varit permanent befolkat, men redan 1545 uppmanar Gustav Vasa eckeröborna att bosätta sig på ön för att kunna erbjuda en hamn och skydd för resande över Ålands hav. Efter 1500-talet har dock Signilskär i praktiken varit permanent befolkat fram till 1935, då de sista bosatta lämnade ön. Undantaget är under den lilla och stora ofreden då Signilskär, i likhet med stora delar av Åland, avfolkades. Signilskärs invånare livnärde sig främst på säljakt och fiske, men fick även inkomster från härbärgering av gäster. Då invånarna på den tiden varken hade åker, äng eller skog befriades de från skatt någon gång under 1600-talet.

### Postrodden
Tack vare sitt läge närmast Ålands hav utgjorde Signilskär en viktig utpost under postrotetiden. Bönderna i Roslagen och på Åland blev tvungna att transportera gods, post och personer för kronans räkning någon gång under 1300-talet Kronan krävde även logimöjligheter så ett gästgiveri upprättades i Storby, Eckerö, men då väderleken inte tillät färder direkt över Ålands hav eller till fasta Åland var det vanligt att postrotemännen väntade på bättre väder på Signilskär. Som tack för det farliga arbetet med att transportera post året runt kunde postrotebönderna befrias från vissa skatter samt krigstjänstgöring.

### Telegrafstationen på Signilskär
År 1796 uppfördes en 30 meter hög optisk telegraf på Signilskär och en i Eckerö och på så sätt kunde Åland knytas ihop med det svenska telegrafnätet. Telegrafstationernas uppgifter var huvudsakligen att kunna varna för fientliga anfall österifrån. Den 16 mars 1809 under finska kriget, då hela Finland tillföll Ryssland, brändes de båda telegrafstationerna ner av rysk militär.

### Nutid

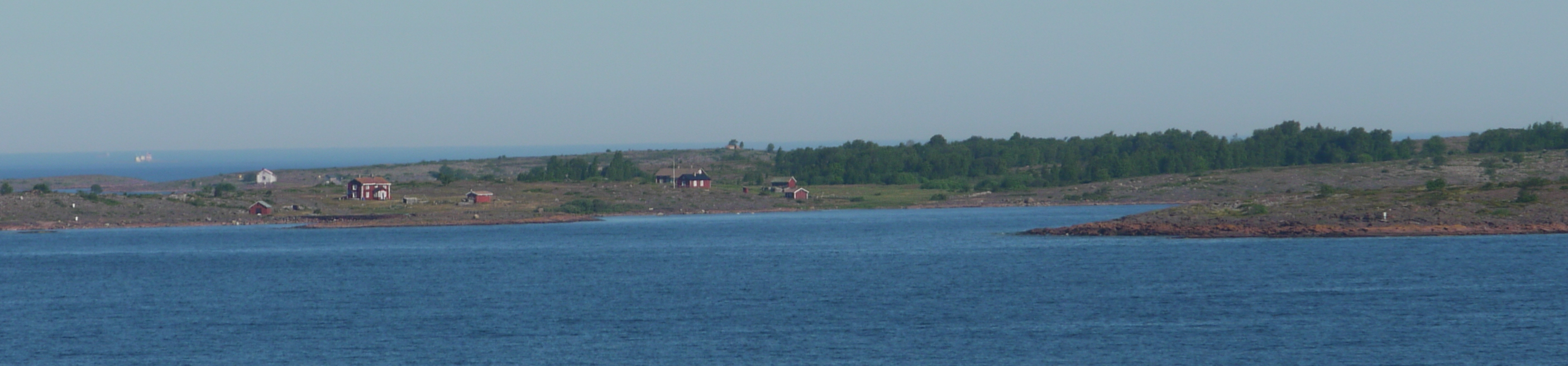
Signilskär, sett från färjan

Idag är Signilskär obebott. Förutom kapellruinen finns det kvar tre byggnader, rester av en gammal väderkvarn samt en grund hamn som anlades 1846. På den närbelägna ön Enskär finns en välbevarad lotsstuga från 1867 med en inbyggd, icke aktiv, fyr.
På Sgnilskär finns Ålands fågelskyddsförenings Signilskärs fågelstation.

## Natur
Signilskär utgör tillsammans med näraliggande öar ett viktigt naturområde. På Signilskär finns lövskog, ängar och en liten myr med många olika undervattensbiotoper till stor del tack vare dess variation i vattendjup. I området växer även vissa ovanliga kärlväxter såsom brudsporre och murruta. I vattnen i trakten kring Sälskär och i synnerhet i närheten av Märket finns en stark sälstam bestående av både vikare och gråsäl.
Det Signilskär dock är mest känt för är dess sjöfågelliv. Redan 1927 uppfördes en station för studier av flyttfåglar på ön. Området kring Signilskär är befolkat av många olika slags sjöfåglar som både häckar och övervintrar på holmarna. Av hotade arter finns havsörn och silltrut.
Utanför Signilskär passerar två farleder och det största hotet mot områdets flora och fauna anses vara risken för oljekatastrofer. Fiske, sjöfågeljakt och hög båtaktivitet under parningssäsongen är några andra identifierade hot mot naturlivet.
Det ungefär 22.000 hektar stora området Signilskär-Märket togs 1994 tillsammans med 62 andra områden med på Helsingforskommissionens första lista över skyddade kust- och marinområden (Baltic Sea Protected Areas) i Östersjön. 
Området är också ett Natura 2000-område och sedan 1970 är området även med på Ramsar-listan för skydd av värdefulla våtmarker.